# コーナードラマ
コーナードラマとは、テレビ番組・ラジオ番組のバラエティ番組の中のコーナーの一つとして存在する、ストーリー（ドラマ）性のある連続シリーズ物作品のことである。

## 概要
最近ではドラマだけでなく、コント・人形劇がほとんどコーナードラマとして放送されている。

## 関連番組
- まるまるちびまる子ちゃん（フジテレビ）
- 七人のサムライ J家の反乱（朝日放送）
- もんもんドラエティ（テレビ東京）
- 原宿ネストカフェ（TBSテレビ）
- ドラバラ鈴井の巣（北海道テレビ）

以上5番組はドラマとバラエティのコンプレックス番組であり、ドラマパートは実質コーナードラマと言える。